# 热努耶 (维埃纳省)
热努耶（法語：Genouillé，法語發音：[ʒənuje]）是法国新阿基坦大区维埃纳省的一个市镇，属于蒙莫里永区。

## 地理
热努耶（46°6'25"N, 0°20'15"E）面积29.8 平方千米，位于法国新阿基坦大区维埃纳省，该省份为法国中西部省份，北起曼恩-卢瓦尔省和安德尔-卢瓦尔省，西接德塞夫勒省，南至夏朗德省，东南接上维埃纳省，东临安德尔省。
与热努耶接壤的市镇（或旧市镇、城区）包括：勒布沙日、楠特伊昂瓦莱、圣戈当、利藏、叙兰、阿努瓦、沙鲁、萨维涅、锡夫赖。

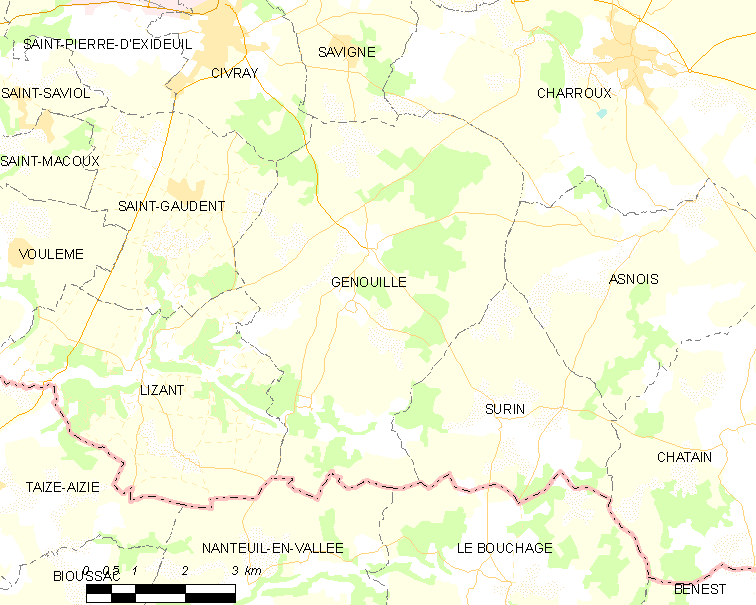
的OSM定位图

热努耶的时区为UTC+01:00、UTC+02:00（夏令时）。

## 行政
热努耶的邮政编码为86250，INSEE市镇编码为86104。

## 政治
热努耶所属的省级选区为锡夫赖县。

## 人口

1962-2008年间人口变化图示

热努耶于2022年1月1日时的人口数量为493人。